# Krzysztof Sowiński
Krzysztof Sowiński (ur. 19 marca 1948 w Łodzi, zm. 25 stycznia 2022 tamże) – polski reżyser filmowy i scenarzysta. Członek Stowarzyszenia Filmowców Polskich.

## Życiorys
W roku 1969 ukończył prawo na Uniwersytecie Łódzkim, a w roku 1977 Wydział Reżyserii łódzkiej PWSFTviT. Wydał dwie książki: dziejącą się w Łodzi „Esplanadę” i jej kontynuację „Poste restante”. Prowadził w Łodzi galerię sztuki.

## Filmografia
- 1987 – Pantarej (film fabularny) – reżyseria, scenariusz
- 1985 – Wakacje w Amsterdamie (film fabularny) – reżyseria, scenariusz
- 1984 – Zakochani w folklorze – Rzeszów 83 (film dokumentalny) – reżyseria, scenariusz
- 1982 – Promień (film fabularny) – reżyseria, scenariusz
- 1978 – Zapowiedź ciszy (film fabularny) – reżyseria
- 1976 – Siła bezwładu (etiuda szkolna) – reżyseria, scenariusz
- 1975 – Oni (etiuda szkolna) – reżyseria, scenariusz
- 1975 – Przypowieść (etiuda szkolna) – reżyseria, scenariusz

## Nagrody i wyróżnienia
- 1975 – wyróżnienie honorowe na Festiwalu Etiud PWSFTviT za „Przypowieść”